# یواس‌اس فارگو (سی‌ال-۱۰۶)
یواس‌اس فارگو (سی‌ال-۱۰۶) (به انگلیسی: USS Fargo (CL-106)) یک کشتی بود که طول آن ۶۱۱ فوت ۲ اینچ (۱۸۶٫۲۸ متر) بود. این کشتی در سال ۱۹۴۵ ساخته شد.